# 재귀열
재귀열(再歸熱, relapsing fever)은 리케차속과 보렐리아속에 속하는 특정 박테리아가 매개되어 일으키는 질병으로, 그 매개는 이 또는 물렁진드기의 물림이다. 재귀열로 인한 합병증이나 죽음은 드물다. 재귀열은 현재 중세 말기에서 근세 초기의 영국에서 벌어진 정체불명의 일련의 돌림병, 소위 속립열의 원인 후보로 생각되고 있다. 속립열은 16세기 이후 다시 유행한 적은 없다.

## 징후 및 증상
감염된 인간은 (진드기의 경우) 물린 지 5일에서 15일 사이에 발병한다. 증세로는 급작스런 열감, 오한, 두통, 근육통, 관절통, 구토감 등이 있다. 발진 또한 나타날 수 있다. 발열은 종종 40도 이상까지 오른다. 이러한 증세는 2일에서 9일 동안 지속되다가 사라진다. 약 1주일간 열이 없다가, 다시 똑같은 증상을 되풀이 하는데, 이런 발작을 서너번 반복한다. 적절한 처치를 받지 않으면, 이 주기는 몇 주 동안 반복된다.

## 치료
재귀열은 1주에서 2주 동안 항생제 처리를 함으로써 쉽게 처치할 수 있다. 테트라사이클린, 독시사이클린 또는 에리트로마이신 등의 항생제를 사용한다. 첫 항생제 복용 이후 2시간 이내에는 불편한 반응이 발생할 수 있으며, 땀, 오한, 전율, 열 및 혈압 저하 등이 야기될 수 있다. 이러한 반응의 중증도를 감소시키기 위해 의사는 첫 항생제 투여 전후에 아세트아미노펜을 제공할 수 있다. 이 반응은 항생제에 대한 알레르기 반응이 아니다. 구토로 인해 환자들이 탈수 상태이거나 전해질 불균형을 보이는 경우, 정맥내로 수액을 투여한다. 아세트아미노펜은 두통을 완화시키고, 프로클로르페라진은 메스꺼움과 구토를 완화시킬 수 있다.

## 원인
진드기가 매개하는 경우와 이가 매개하는 두 가지 경우가 있다. 

## 진단
재귀열은 혈액 도말에 스피로헤타가 존재하는지 여부를 통해 진단한다. 라임병, 매독, 렙토스피라증 등 다른 스피로헤타 질병은 혈액 도말에 스피로헤타를 나타내지 않는다.

## 유래
이 병은 1741년에 장티푸스와 발진티푸스에서 분리되어 하나의 독립된 전염병으로 고정되었으나, 아직도 많은 사람들에 의하여 각종 열성전염병과 오진되는 일이 많아서 이 병의 발생을 널리 역사적으로 추정하기는 어려운 실정이다.

## 같이 보기
- 라임병
- 발진티푸스